# Dorfkirche Rohlsdorf (Groß Pankow)

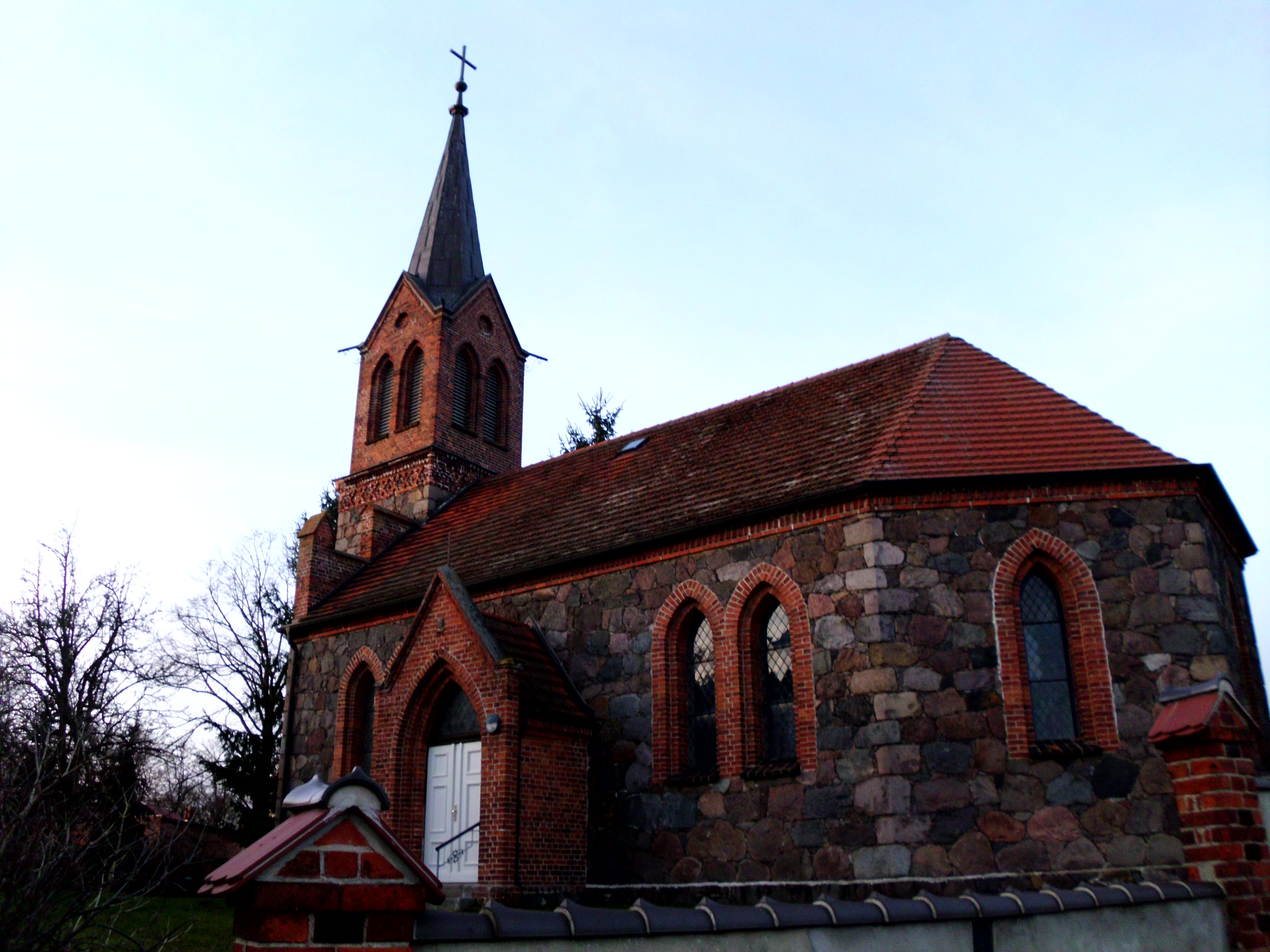
Dorfkirche in Rohlsdorf

Die evangelische Dorfkirche Rohlsdorf ist eine Saalkirche in Rohlsdorf, einem Ortsteil der Gemeinde Groß Pankow im brandenburgischen Landkreis Prignitz. Die Kirchengemeinde gehört dem Pfarrsprengel Heiligengrabe im Kirchenkreis Prignitz der Evangelischen Kirche Berlin-Brandenburg-schlesische Oberlausitz an. Das Gebäude steht unter Denkmalschutz.

## Baubeschreibung
Es handelt sich ursprünglich um einen spätgotischen Saalbau aus Feldstein mit einem Westquerturm. Im Zeitraum von 1879 bis 1881 wurde die Kirche nach einem Brand durch Carl Achtel aus Perleberg erneuert und nach Osten hin erweitert. Dabei wurden die Fenster verändert und fialhafte Giebelbekrönungen hinzugefügt. Die paarigen Kreisblenden und Schallöffnungen am Turm blieben original erhalten. Im Inneren der Kirche ist eine flache Decke zu finden, sowie eine Westempore und ein neugotischer Orgelprospekt. Die große Spitzbogenöffnung zwischen Turm und Schiff wurde zugesetzt.
Der barocke Kanzelaltar stammt aus dem Jahr 1700 und wurde 1870 teilweise restauriert. Der polygonale Korb besteht aus gewundenen Weinlaubsäulen und Akanthuswangen. In den Brüstungsfeldern befinden sich Gemälde von Christus Salvator zwischen Johannes dem Täufer und Paulus sowie seitlich Schnitzfiguren von Petrus und Lukas. Die Orgel, die gesondert unter Denkmalschutz steht, wurde im Jahr 1860 von Friedrich Hermann Lütkemüller aus Wittstock/Dosse gebaut.